# Trackball
Trackball, manipulator kulowy – urządzenie wskazujące do komputera lub innego urządzenia (na przykład telefonu), służące do interakcji użytkownika z interfejsem graficznym. Bywa nazywane żartobliwie kotem (dla odróżnienia od myszy, z którą jest funkcjonalnie identyczny).

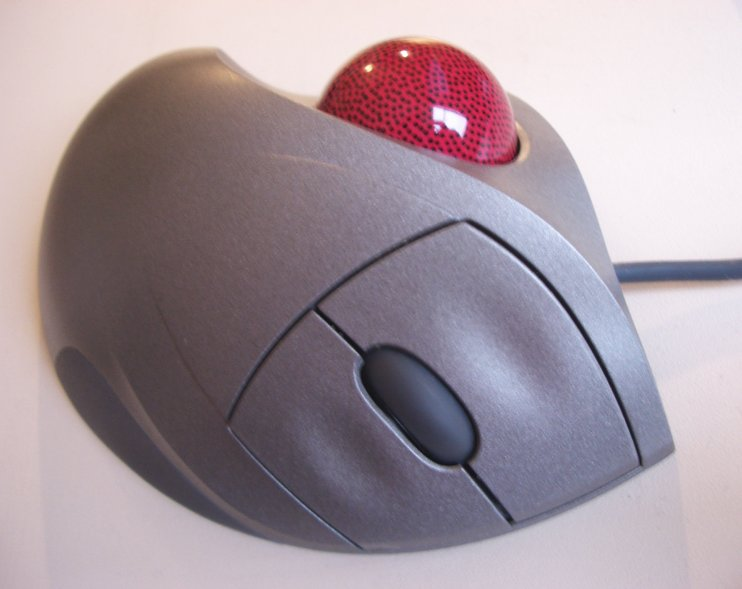
Manipulator kulowy firmy Logitech

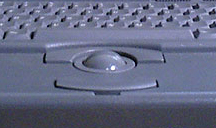
Manipulator kulowy w komputerze Macintosh PowerBook

Manipulator kulowy jest umieszczany w niektórych klawiaturach (najczęściej w komputerach przenośnych) pod najniższym rzędem klawiszy albo stanowi osobne urządzenie, wyglądające jak mechaniczna mysz komputerowa odwrócona do góry kulką. Składa się z obudowy i kuli, której ruchy są przekładane na ruch kursora na ekranie. Istnieją dwa mechanizmy przekładania ruchu na sygnały elektryczne:
- mechaniczno-optyczny − kulka porusza rolkami, na których zamocowane są elementy przesłaniające czujniki optyczne,
- optyczny − kulka pokryta jest wzorem, a światło, odbijane w różny sposób od jego elementów, pada na czujnik optyczny; zmiany w oświetleniu czujnika przekładane są na ruch kursora.